# Prolytta
Prolytta es un género de coleóptero de la familia Meloidae.

## Especies
Las especies de este género son:
- Prolytta capensis Kaszab, 1967
- Prolytta coriacea Kaszab, 1967
- Prolytta lucida (Haag-Rutenberg, 1880)
- Prolytta lucidicollis Kaszab, 1967
- Prolytta namibensis Kaszab, 1967
- Prolytta nitidula (Fabricius, 1775)
- Prolytta opacoides Kaszab, 1981
- Prolytta pallidipennis (Haag-Rutenberg, 1880)
- Prolytta pseudolucida Kaszab, 1981
- Prolytta rugulosa Kaszab, 1967
- Prolytta semilineata Haag-Rutenberg, 1880
- Prolytta tarsalis Kaszab, 1967